# أسد الصحراء (فلم)
أسد الصحراء (بالإنجليزية: Lion of the Desert) وسميت النسخة العربية منه باسم «عمر المختار»، فيلم حربي ملحمي تاريخي، أُنتج عام 1981م، من بطولة أنطوني كوين والذي قام بأداء دور القائد الليبي عمر المختار في محاربة جيش موسوليني الطلياني قبيل الحرب العالمية الثانية. الفلم من إخراج المخرج السوري مصطفى العقاد، وتصوير جاك هيلديارد، ومونتاج جون شيرلي، وبلغت ميزانيته حوالي 35 مليون دولار أمريكي.
بدأ تصوير الفيلم في 4 مارس 1979م في منطقة صحراوية تبعد نحو 64 كم عن مدينة بنغازي في ليبيا، وأيضا في منطقة الواحات بالقرب من مدينة اوجلة وفي الجبل الأخضر شرقي ليبيا، علما بأن معظم مواقع التصوير كانت هي مواقع الأحداث الحقيقية تقريبا، وانتهى في 2 أكتوبر من نفس العام. تم أول عرض عالمي للفيلم يوم 4 أبريل 1981م في دولة الكويت، كما عرض في نفس الشهر في الولايات المتحدة الأمريكية وأجزاء أخرى من العالم. وقد اشترك في الفيلم ما يقارب 250 ممثلاً، من عدة دول مختلفة مثل الولايات المتحدة، وبريطانيا، وأستراليا، وفرنسا، وألمانيا، وإيطاليا، واليونان، ويوغوسلافيا، وإسبانيا ومالطة، ومصر، ولبنان وتونس، والسودان، وليبيا وسريلانكا، بالإضافة إلى أكثر من 5000 من الممثلين المساعدين «كومبارس».

## قصة الفيلم
موسوليني زعيم إيطاليا يرسل أقوى قادته غراتسياني لقمع قوات عمر المختار التي هزمتهم في معارك عدة. وبعد وصول غراتسياني إلى بنغازي يرسل أول فرقة مقاتلة لكنها تنهزم ثم يقوم بفتح أبواب السجون ويرسل ديوديتشي للتفاوض مع عمر المختار لكن عمر المختار يكتشف فيما بعد أن غراتسياني كان يريد الوقت لالتقاط أنفاسه وفعلاً أنزل غراتسياني إمداداته من الدبابات إلى الصحراء وتمكن من احتلال الكفرة وسقطت نظارة عمر المختار في إحدى المعارك فيما بعد وفي معركة أخرى انهزمت قوات غراتسياني هزيمة نكراء على يد عمر المختار فيقوم غراتسياني ببناء الأسلاك الشائكة على طول حدود مصر بليبيا لقطع الإمدادات عن المقاومة وفي إحدى المرات نصب كمين لقوات عمر المختار وتمكنوا من أسره ويتم اللقاء الذي جرى بين عمر المختار وغراتسياني ثم تبدأ المحكمة التي انتهت بالحكم على عمر المختار بالإعدام شنقاً أمام شعبه وتم ذلك وينتهي الفيلم وعمر المختار يردد الكلمة: 
| أسد الصحراء (فلم) | نحن لن نستسلم ... ننتصر أو نموت ... سيكون عليكم أن تحاربوا الجيل القادم والأجيال التي تليه أما أنا فإن حياتي ستكون أطول من حياة شانقي . وايضا عند اعدامه بدأ بترديد الشهادتين | أسد الصحراء (فلم) |

## الممثلون والشخصيات
- أنطوني كوين في دور عمر المختار.
- أوليفر ريد في دور غراتسياني.
- إيرين باباس في دور مبروكة.
- راف فالون في دور ديوديتشي.
- رود ستايغر في دور موسوليني.
- جون غيلغود في دور الغرياني.
- أندرو كير في دور سالم.
- غاستون موسكين في دور توميللي.
- ستيفانو باتريتزي في دور ساندريني.
- أدولفو لاستريتي في دور سرساني.
- سكاي ديمونت في دور أميديو.
- تاكيس إيمانويل في دور بو مطاري.
- رودولفو بيغوتي في دور إسماعيل.
- روبرت براون في دور الفضيل.
- إليونورا ستاثوبولو في دور أم علي.
- إيهاب الورفلي في دور الطفل علي.
- عيشة حسين في عيشة.
- فتحي بدر في دور محمد رضا.

## الدبلجة العربية
- ترجمة الحوار للدبلجة العربية الدكتور: جبرا إبراهيم جبرا
- ساعد على تنفيذ الدبلجة: باسم عبد الله، سحر حفار الموصلي.
- التعليق عبد الفتاح الوسيع.

### أداء الأصوات العربية
- عبد الله غيث أداء صوت عمر المختار.
- عادل المهيلمي أداء صوت غراتسياني.
- نادية كمال أداء صوت مبروكة.
- كمال حسين أداء صوت ديوديتشي.
- عمر الحريري أداء صوت موسوليني.
- إبراهيم الشامي أداء صوت الغرياني.
- عبد اللطيف مصطفى أداء صوت سالم.
- جميل راتب أداء صوت توميللي.
- عادل درويش أداء صوت كلٍ من ساندريني وسرساني.
- الطاهر القبائلي أداء صوت أميديو.
- حسين الشربيني أداء صوت الفضيل.
- إلياس شحادة أداء صوت إسماعيل.
- فوزية فرحات أداء صوت أم علي.
- فتحي بدر أداء صوت كلٍ من بو مطاري ومحمد رضا.

### أنشودة يا أمة العرب
- كلمات الشاعر:عبد الرحمن الأبنودي.
- غناء: نجاح سلام.
- موسيقى والحان: محمد الموجي

## الاستقبال

### المنع في أيطاليا
منعت الحكومة الإيطالية هذا الفيلم من العرض في إيطاليا نظرا لاعتباره يشوه صورة الجيش الإيطالي والحكومة، حتى عام 2009، عندما عرض التلفاز الإيطالي الفيلم يوم الخميس 11 يونيو 2009 على قناة «سكاي سينما» الإيطالية، بعد أن تمت دبلجته إلى اللغة الإيطالية.
ويذكر أن بث الفيلم جاء بعد يوم واحد من الزيارة التي قام بها معمر القذافي إلى إيطاليا، وهي الزيارة الأولى له إلى المستعمر السابق لليبيا، حيث حظيت بترحيب كبير من المسؤولين الإيطاليين ووصفت بأنها تاريخية.

## وصلات خارجية
- فيلم - عمر المختار - 1981 - elCinema .
- مقالات تستعمل روابط فنية بلا صلة مع ويكي بيانات
- أسد الصحراء.. عن شهيد الثورة الليبية ورائعة العقاد - الجزيرة.
- عمر المختار بشاشات التلفزة الإيطالية، الجزيرة نت، 12 يونيو 2009م.
- أسد الصحراء: تجنّ على التاريخ لفائدة الدراما والأيديولوجيا